# Nilpotente
In matematica, e in particolare in algebra, l'aggettivo nilpotente serve per caratterizzare vari tipi di entità.
Per elemento nilpotente di un anello si intende un elemento {\displaystyle a} non nullo tale che  esiste un intero positivo {\displaystyle n} per il quale 
{\displaystyle a^{n}=0}.
Per gruppo nilpotente si intende un gruppo {\displaystyle G} tale che la catena di gruppi
{\displaystyle Z_{0}\subseteq Z_{1}\subseteq \cdots \subseteq Z_{n}=G,}
con {\displaystyle Z_{k+1}/Z_{k}} centro di {\displaystyle G/Z_{k}}, termina finitamente.
Un gruppo di Lie nilpotente è un gruppo di Lie che possiede un gruppo ricoprente semplicemente connesso omeomorfo a uno spazio reale di dimensione finita interpretato come gruppo di Lie.
Una matrice quadrata si dice matrice nilpotente se ha tutti gli autovalori nulli; essa risulta anche elemento nilpotente dell'anello delle matrici quadrate.
Con il termine nilpotenza si intende la proprietà, di un elemento di un anello, di un gruppo, di una matrice, ecc. dell'essere nilpotente.